# Полис, Грег
Грегори Линн Полис (англ. Gregory Linn Polis; 8 августа 1950, Westlock, Альберта — 17 марта 2018 или 18 марта 2018, Кортни, Британская Колумбия) — канадский хоккеист, левый нападающий. Выступал в Национальной хоккейной лиге в период 1970—1980 годов, был игроком таких клубов как «Питтсбург Пингвинз», «Сент-Луис Блюз», «Нью-Йорк Рейнджерс» и «Вашингтон Кэпиталз». Участник трёх матчей всех звёзд.

## Биография
Грег Полис родился 8 августа 1950 года в городе Уэстлок провинции Альберта, Канада. Детство провёл в небольшом поселении Дапп, где с раннего детства играл в хоккей с местными детьми.
Начал карьеру хоккеиста в 1967 году в молодёжной команде «Эстеван Брюинз», выступавшей в Западной канадской хоккейной лиге. В общей сложности провёл в ней четыре сезона, в том числе дважды попадал в символическую сборную лучших игроков лиги и дважды занимал второе место в списке лучших бомбардиров.
На драфте НХЛ 1970 года был выбран в первом раунде под общим седьмым номером клубом «Питтсбург Пингвинз», в составе которого вскоре дебютировал на профессиональном уровне в Национальной хоккейной лиге. Полис сразу же стал игроком основного состава команды, в дебютном сезоне признавался лучшим новичком, в течение четырёх последующих лет трижды принимал участие в матчах всех звёзд, в том числе в 1973 году, несмотря на проигрыш западного дивизиона, был признан самым ценным игроком.
В ходе сезона 1973/74 перешёл в «Сент-Луис Блюз», а затем оказался в «Нью-Йорк Рейнджерс», где провёл ещё четыре сезона на высочайшем уровне. В конце 1970-х годов стал игроком «Вашингтон Кэпиталз», однако из-за череды травм не мог набрать прежнюю форму и уже не показывал таких высоких результатов как раньше, в результате чего вынужден был играть за фарм-клубы «Нью-Хейвен Найтхокс» и «Херши Беарс», выступавшие в Американской хоккейной лиге. Завершил карьеру профессионального хоккеиста по окончании сезона 1980/81, в ходе которого всего дважды выходил на лёд в официальных матчах.
Впоследствии проявил себя как гандболист, в 1980-е годы выступал на национальном уровне, позже увлекался игрой в гольф. В 1990-х годах занимался бизнесом по продаже автомобилей в Принс-Джордже. С 2016 года находился на пенсии. Был женат, имел двоих дочерей и сына.
Умер от рака 18 марта 2018 года в Виктории в возрасте 67 лет.